# Burguesia (álbum)
Burguesia é o quarto álbum de estúdio e o último álbum do cantor de rock brasileiro Cazuza em vida, lançado em 1989 pela PolyGram. O álbum duplo foi gravado quando a saúde de Cazuza já se encontrava bastante debilitada em decorrência pelo vírus HIV, sendo o último registro musical do cantor antes da sua morte, em 7 de julho de 1990.

## Contexto
No início de 1989, ao término da turnê de sucesso que resulto o álbum ao vivo O Tempo Não Para, Cazuza foi novamente à Boston para se tratar do vírus do HIV, até então não revelado ao público. Até que, em fevereiro, o cantor decidiu enfim confirmar as especulações de que era soropositivo em entrevista de Zeca Camargo para a Folha de S.Paulo, sendo a primeira personalidade brasileira a assumir que contraiu AIDS na mídia e se tornando figura crucial na conscientização da doença.
De volta ao Brasil e internado, Cazuza escreveu o maior número de canções que conseguia, e pediu a seus amigos que visitavam a Clínica São Vicente para que compusessem música para suas letras. Dessa forma, o álbum conta tanto com parcerias de antigos parceiros do artista, como George Israel, Nilo Romero e João Rebouças, quanto com outros nomes renomados da música brasileira, como Roberto Frejat, Lobão, Bebel Gilberto, Leoni e Rita Lee. O músico saiu do leito várias vezes, mesmo debilitado, entre março e junho de 1989, para dar início às gravações do seu último álbum de estúdio.

## Gravação
Pela primeira vez desde o início de sua carreira, Ezequiel Neves não esteve envolvido na produção musical de um álbum de Cazuza. Ora sentado em uma cadeira de rodas, ora deitado em uma maca devido à fraqueza e debilidade provocada pelo estágio avançado da AIDS, o próprio cantor produziu Burguesia com a ajuda do pianista e arranjador João Rebouças. Nota-se tambem que a voz do cantor está mais fraca e rouca, devido aos efeitos de sua doença. Mesmo cansado, ele fez questão de comparecer ao estúdio todos os dias para gravar as canções do disco. Os arranjos foram feitos pelos músicos que partiparam da gravação do disco, carinhosamente apelidados de "Os Feras do Caju". Dentre todos os trabalhos solo de Cazuza, esse é o álbum com o maior número de músicos participando da produção. Entretanto, devido à fragilidade do estado de saúde do cantor e ao receio de que ele falecesse antes que visse o disco pronto, havia uma pressão considerável para que o álbum fosse lançado com a mais breve possível, o que limitou o tempo disponível para aprimorar a mixagem de certas faixas e para regravar instrumentos e vocais de Cazuza.
É um álbum duplo, composto por 20 faixas, de conceito dual, sendo o primeiro disco com canções de rock e o segundo com canções de MPB. As músicas lançadas como single foram a polêmica faixa-título, que critica a burguesia, e "Cobaias de Deus", a música que melhor expôs a visão e a fragilidade de Cazuza diante da AIDS. Além de novas composições, o álbum também apresenta regravações de músicas conhecidas, como "Quase Um Segundo" originalmente da banda Os Paralamas do Sucesso, "Esse Cara" escrita por Caetano Veloso, e "Cartão Postal", composição de Paulo Coelho e Rita Lee. Para esta última, Cazuza escreveu "Perto do Fogo", baseado em seus característicos cabelos vermelhos, sendo essa a última música a ser interpretada pelo músico. Algumas faixas que não foram incluídas em Burguesia seriam lançadas no álbum póstumo, Por Aí, em 1991.

## Faixas

### Disco 1
| Lado A |                   |                                       |         |  |
| N.º    | Título            | Compositor(es)                        | Duração |  |
| 1.     | "Burguesia"       | Cazuza, George Israel, Ezequiel Neves | 5:37    |  |
| 2.     | "Nabucodonosor"   | Cazuza, George Israel                 | 4:21    |  |
| 3.     | "Tudo é Amor"     | Cazuza, Laura Finochiaro              | 2:46    |  |
| 4.     | "Garota de Bauru" | Cazuza, João Rebouças                 | 3:39    |  |

| Lado B         |                        |                                    |         |  |
| N.º            | Título                 | Compositor(es)                     | Duração |  |
| 5.             | "Eu Agradeço"          | Cazuza, George Israel, Nilo Romero | 3:14    |  |
| 6.             | "Eu Quero Alguém"      | Cazuza, Renato Rocketh             | 2:50    |  |
| 7.             | "Baby Lonest"          | Cazuza, Lobão, Ledusha             | 2:54    |  |
| 8.             | "Como Já Dizia Djavan" | Cazuza, Roberto Frejat             | 3:09    |  |
| 9.             | "Perto do Fogo"        | Cazuza, Rita Lee                   | 3:43    |  |
| Duração total: | Duração total:         | Duração total:                     | 32:13   |  |

### Disco 2
| Lado A |                    |                                     |         |  |
| N.º    | Título             | Compositor(es)                      | Duração |  |
| 1.     | "Cobaias de Deus"  | Cazuza, Angela Ro Ro                | 3:55    |  |
| 2.     | "Mulher Sem Razão" | Cazuza, Dé Palmeira, Bebel Gilberto | 3:34    |  |
| 3.     | "Quase Um Segundo" | Herbert Vianna                      | 2:54    |  |
| 4.     | "Filho Único"      | Cazuza, João Rebouças               | 3:25    |  |
| 5.     | "Preconceito"      | Antônio Maria, Fernando Lobo        | 3:10    |  |
| 6.     | "Esse Cara"        | Caetano Veloso                      | 1:53    |  |

| Lado B         |                              |                         |         |  |
| N.º            | Título                       | Compositor(es)          | Duração |  |
| 7.             | "Azul e Amarelo"             | Cazuza, Lobão, Cartola  | 3:04    |  |
| 8.             | "Cartão Postal"              | Rita Lee, Paulo Coelho  | 3:24    |  |
| 9.             | "Manhatã"                    | Cazuza, Leoni           | 3:24    |  |
| 10.            | "Bruma"                      | Cazuza, Arnaldo Brandão | 2:54    |  |
| 11.            | "Quando Eu Estiver Cantando" | Cazuza, João Rebouças   | 3:47    |  |
| Duração total: | Duração total:               | Duração total:          | 36:24   |  |

- Apesar de aclamada por parte do público, a provocativa canção "Burguesia" gerou polêmica devido à sua crítica social direcionada à direita e elite econômica brasileira,[9] expressa de forma direta, explícita e, por vezes, agressiva.
- O cantor e compositor Cartola, ídolo de Cazuza, está creditado como co-autor da música "Azul e Amarelo" por apropriação de um verso de sua canção "Autonomia".[10]
- A canção "Perto do Fogo" foi gravada por Rita Lee para o seu álbum Rita Lee e Roberto de Carvalho, de 1990.[11] Curiosamente, Rita gravou os vocais dessa música em 7 de julho de 1990 e, ao sair do estúdio, soube que Cazuza havia falecido no mesmo dia.[8]
- Em outubro de 1990, durante o show Viva Cazuza, Renato Russo cantou a faixa "Quando Eu Estiver Cantando" em homenagem ao cantor.

## Banda (Os Feras do Caju)
- João Rebouças – piano, teclados, órgão, vocais de apoio
- Renato Rocketh – baixo, vocais de apoio
- Paulinho Guitarra – guitarra, vocais de apoio
- Luciano Maurício – guitarra
- Ricardo Palmeira – guitarra (apenas em "Como Já Dizia Djavan")
- Carlinhos Kalunga – violão, violão de doze cordas
- Widor Santiago – saxofone
- Sérgio Della Monica – bateria, bongô
- Cidinho – percussão
- Jurema Lourenço, Jussara Lourenço, Marisa Fossa, Solange Rosa – vocais de apoio
- Paulinho Trompete – fliscorne
- Julinho Teixeira – acordeão
- Ubirajara – bandoneón